# Northern Lite
Northern Lite ist eine dreiköpfige Band aus Erfurt.

## Bandgeschichte
Northern Lite wurde 1997 von Andreas Kubat und Sebastian Bohn (Dj Boon) gegründet. 2001 stieß Larry Lowe als Gitarrist hinzu. Lowe spielte vorher in Coverbands in South Carolina und verlieh der Band, die sich bis dahin eher dem Techno verschrieben hatte, eine rockige Note. 2004 wurde Lowe von dem Erfurter Sascha Littek ersetzt. Larry Lowe machte weiter als DJ Fujimo sowie zusammen mit Kenny Laakinen bei dem Projekt Toxigen.
Kennzeichnend für die Musik von Northern Lite sind Techno- und Elektropop-Elemente in Zusammenspiel mit Rockgitarren. Die Musik von Northern Lite wird oft als Neo Pop bezeichnet, wobei dieser Begriff – abgeleitet von einer Compilation-Serie gleichen Namens – moderne elektronische Popmusik aller Art zusammenfasst.
Bekannt wurden die Erfurter durch ihre Live-Gigs in kleinen Clubs in Deutschland und dann auch in Spanien, England und Japan. Northern Lite gewannen 2005 den Dance Music Award in der Kategorie „Best Indie/Electronic Artist“.
Northern Lite haben ihr Heimatland Thüringen beim Bundesvision Song Contest 2007 vertreten und dabei den 6. Platz belegt. Die Gruppe trat mit dem Titel Enemy auf, den sie zusammen mit Chapeau Claque darbot. Enemy war bis zu diesem Zeitpunkt der einzige deutschsprachige Titel von Northern Lite und wurde extra für den Bundesvision Song Contest umgeschrieben. 
Der Originaltitel Enemy (ohne Chapeau Claque) wurde zuvor auf dem Album Unisex (2006) veröffentlicht. Es existieren einige weitere Versionen dieses Titels.
Mit ihrem Label 1st Decade Records schufen Kubat und Bohn im Jahr 2000 in Erfurt eine Plattform für weitere Künstler wie z. B. Monosurround, Neonman oder Junghans.

## Diskografie

### Alben
- 1999: Small Chamber Works
- 2004: Reach the Sun
- 2005: Temper
- 2006: Unisex
- 2008: Super Black
- 2009: Letters & Signs – Part One
- 2010: Letters & Signs – Part Two
- 2011: I Like
- 2012: We Are – Live from Berlin
- 2013: Memory Leaks
- 2015: Ten
- 2016: Shuffle Play
- 2016: 23 (Best of)
- 2018: 23 Live in Leipzig (Digital)
- 2018: Back to the Roots
- 2019: Back to the Roots Live in Berlin
- 2019: Evolution
- 2021: Ja
- 2022: Best of 25 Years Northern Lite
- 2022: Unplugged
- 2023: 25 Years (Live in Erfurt)
- 2024: A History of Love

### Singles
| Jahr | Titel                           | Album                      |
| ---- | ------------------------------- | -------------------------- |
| 2000 | Looking at You                  | Reach the Sun              |
| 2001 | Trusting Blind                  | Reach the Sun              |
| 2001 | Ways Ain’t Working              | Reach the Sun              |
| 2001 | Treat Me Better                 | Reach the Sun              |
| 2002 | My Pain                         | Reach the Sun              |
| 2002 | Everybody Loves You             | Reach the Sun              |
| 2003 | Tyranids                        | –                          |
| 2004 | Reach the Sun                   | Reach the Sun              |
| 2004 | Gone                            | Reach the Sun              |
| 2004 | Go with the Flow                | Temper                     |
| 2005 | No Escape                       | Temper                     |
| 2005 | Disillusion                     | –                          |
| 2005 | Something                       | Temper                     |
| 2006 | Cocaine                         | Unisex                     |
| 2006 | What You Want                   | Unisex                     |
| 2006 | I Don’t Remember                | Unisex                     |
| 2007 | Enemy                           | Unisex                     |
| 2008 | Girl with a Gun                 | Super Black                |
| 2008 | Please                          | Super Black                |
| 2008 | Different (digital)             | Super Black                |
| 2009 | Letters & Signs (E-Single)      | Letters & Signs – Part One |
| 2009 | Flame (e-Single)                | Letters & Signs – Part One |
| 2010 | In Japan (E-Single) Say My Name | Letters & Signs – Part Two |
| 2016 | Staring at the Sun              | Shuffle Play               |
| 2016 | I See a Darkness                | Shuffle Play               |
| 2016 | You Are Not Alone               | Shuffle Play               |

### Remixe
- Transmitter – Never Mess (Northern Lite Remix)
- Rammstein – Rosenrot (Northern Lite Remix)
- Peaches – Set It Off (Northern Lite Remix)
- Echomen – Truth (Northern Lite Remix)
- Sono – 2000 Guns (Northern Lite Remix)
- Sono – 2000 Guns (Northern Lite Alt. Rmx)
- Generation Aldi – Tanze mit mir (Northern Lite Remix)
- Electric Blue – Set It Off (Northern Lite RMX)
- Monosurround – I Warned You Baby (Northern Lite Remix)
- Neonman – Future Is Pussy (Northern Lite Mix)
- Horrorist – The Virus (Northern Lite Remix)
- Nitsch & Gleinser – Illusion (Northern Lite Remix)
- Yello – Planet Dada (Northern Lite Remix)
- Sonnit – Get Your Mind Free (Northern Lite RMX)
- Sigue Sigue Sputnik – Everybody Loves U (Northern Lite RMX)
- Joujouka – Punx Play Videogame (Northern Lite RMX)
- Codec & Flexor – Time Has Changed (Northern Lite RMX)
- Warren Suicide – Warren Suicide (Northern Lite RMX)
- Schiller mit Thomas D – Die Nacht … Du bist nicht allein (Northern Lite RMX)
- Apoptygma Berzerk – Back on Track (Northern Lite Remix)
- Cinema Bizarre – Lovesongs (They Kill Me) (Northern Lite Remix)
- Queens of the Stone Age – Go with the Flow (Cover)
- Ira Atari – Don’t Wanna Miss You (Northern Lite Remix)
- Alvarez & Heppner – Vielleicht? (Northern Lite – Lite Remix)
- Sono – Same Same Same (feat. Northern Lite)

## Auszeichnungen
- 2005: Dance Music Award in der Kategorie „Best Indie/Electronic Artist“